# Villar del Río
Villar del Río település Spanyolországban, Soria tartományban. Villar del Río Yanguas, San Pedro Manrique, Oncala, Las Aldehuelas, Vizmanos, La Póveda de Soria, Santa Cruz de Yanguas, Lumbreras de Cameros, Laguna de Cameros, Ajamil, Munilla és Sierra de Urbión községekkel határos. Lakosainak száma 156 fő (2024).

## Népesség
A település népessége az elmúlt években az alábbi módon változott:
| Lakosok száma | 174  | 172  | 195  | 201  | 165  | 162  | 143  | 139  | 161  | 156  |
|               | 2001 | 2004 | 2007 | 2009 | 2012 | 2014 | 2017 | 2019 | 2022 | 2024 |